# La Bridoire
La Bridoire é uma comuna francesa na região administrativa de Auvérnia-Ródano-Alpes, no departamento da Saboia. Estende-se por uma área de 6.18 km². Em 2010 a comuna tinha 1 289 habitantes (densidade: 208,6 hab./km²).